# Колочинская археологическая культура

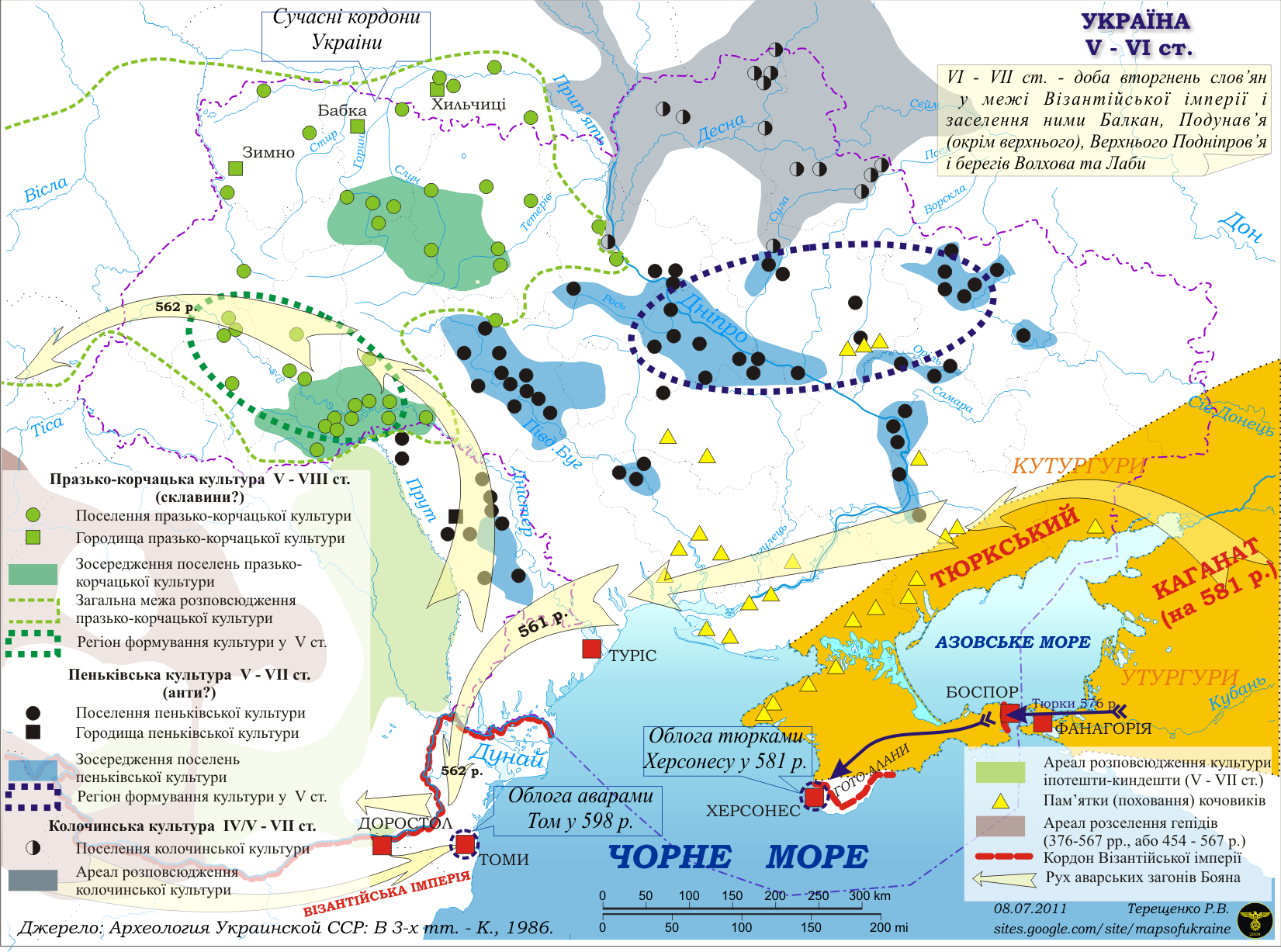
Колочинская археологическая культура и её соседи в V—VI веках

Коло́чинская культу́ра (культура Тушемли-Колочина, памятники колочинского типа и др. названия) — археологическая культура V—VII веков. Названа по эталонному поселению — городищу Колочин-1 у деревни Колочин Гомельской области (Белоруссия), раскопки которого провёл Э. А. Сымонович в 1955—1960 годах. Зачастую в силу сходства колочинских и тушемлинских памятников они рассматриваются как составные части одной группы древностей типа Тушемля-Банцеровщина-Колочин.

## География распространения
Основной ареал колочинской культуры охватывает лесную часть Поднепровья (почти до истоков Днепра), Посожье, Подесенье, нижнее течение Березины, достигая на западе течения Птичи, а на северо-востоке — среднего течения Навли. На юге ареал колочинской культуры включает северную часть Днепровского лесостепного Левобережья, в том числе Посеймье, поречья Псла и Ворсклы, где известны и синхронные пеньковские памятники. Отдельные памятники колочинской культуры расположены на берегах Северского Донца, Матыры, Цны и Польного Воронежа, а также на Воронеже. Одно колочинское поселение находится в Среднем Поднепровье, близ Ходосовки.
Границы колочинской культуры довольно расплывчаты. В северной части Верхнего Поднепровья колочинские памятники расположены чересполосно с тушемлинскими, в Гомельском Поднепровье — с пражскими, на левобережье Днепра — с пеньковскими. В восточной части Верхнего Подонья носители колочинской культуры смешивались с волго-окскими финнами. По мнению А. М. Обломского и ряда других учёных, на севере колочинский ареал достигает верховьев Западной Двины, где смыкается с ареалом культуры псковских длинных курганов.

## Формирование и хронология
Колочинская культура сложилась во второй четверти — середине V века в результате расселения носителей деснинского варианта киевской культуры в лесном и лесостепном Поднепровье. Согласно Н. Н. Дубицкой, подосновой верхнеднепровского варианта колочинской культуры стали традиции культуры Абидня, иначе именуемой верхнеднепровским вариантом киевской культуры. На территории Брянской, Орловской и Курской областей выявлены относительно ранние памятники (датированы второй половиной V — первой половиной VI века), отличающиеся хозяйственной спецификой от «классических» колочинских поселений.
В 30-х — 60-х годах VII века южная часть колочинского ареала подверглась набегам степных кочевников. Следствием этого стало массовое сокрытие так называемых антских кладов. Во второй половине (вероятнее всего, в третьей четверти) VII века колочинская культура прекратила существование. Это стало итогом военных действий, в которых колочинцы потерпели поражение. Верхушка местного общества погибла или была вынуждена бежать, а остатки населения смешались с пришельцами, близкими в этноязыковом и культурном плане. Непосредственного продолжения колочинская культура не получила. На юге её сменили памятники круга Сахновки и Волынцева, оставленные по преимуществу пришлым населением. Керамика колочинских форм встречается на волынцевских памятниках лишь в качестве пережитка. Колочинское городище у деревни Никодимово доживает до конца VII века, после чего погибает в пожаре. В VIII веке в Верхнем Поднепровье распространяется культура смоленских длинных курганов, приписываемая летописным кривичам, а в Гомельском Поднепровье — культура Луки-Райковецкой.

## Материальная культура

### Поселения
Большинство неукреплённых поселений колочинской культуры имеет небольшие размеры (до 0,7 га). Они расположены на сниженных участках речных долин. Реже встречаются большие селища (площадью до 2 га), возвышающиеся над источниками воды. Поселения группируются в «гнёзда» (по 5—8 селищ в одном скоплении), разделённые обширными незаселёнными пространствами. Селища в каждом «гнезде» разновременные, что свидетельствует о регулярном перемещении населения, характерном для переложной системы земледелия.
Поселений, защищённых укреплениями, в ареале колочинской культуры всего 9: Колочин-1, Кисели, Черкасово, Никодимово, Вежки, Близнаки, Демидовка, Акатово, Могилёв-Змеёвка. Некоторые из них не были обитаемы постоянно, исполняя функции убежищ. Все колочинские городища расположены на возвышенных мысах коренных берегов рек. Остатки укреплений (валы и рвы) находятся с напольных сторон. Некоторые городища имеют сложную планировку, насчитывая до трёх укреплённых площадок. Внутреннее пространство крепостей колочинской культуры, как правило, занимал замкнутый длинный дом с внутренним двором. На городище Колочин-1 длинный дом играл роль оборонительной стены. Помимо перечисленных укреплений, известно также городище Золотомино, бывшее святилищем. Несколько культовых сооружений встречено на поселениях.

### Жилища
Археологами встречены как жилые, так и хозяйственные постройки. Повсеместны хозяйственные ямы и выносные очаги. Жилища колочинской культуры представлены прямоугольными или подквадратными полуземлянками (котлованы глубиной до 0,7 м) с плоскими полами. Стены большинства котлованов имеют протяжённость 4—4,3 м. Типична срубная или каркасная конструкция жилища, часто со столбом по центру. Встречаются внутренние ямы-погреба, иногда прослеживаются столбовые ямы от подпорок кровли или мебели. Как правило, жилища отапливались очагами, реже — печами-каменками. Пол иногда подмазывался глиной. Традиции домостроения колочинской культуры восходят к позднезарубинецкому культурно-хронологическому горизонту. Жилища, аналогичные колочинским, встречены на памятниках киевской, пеньковской и пражской культур.

### Сельское хозяйство
В хозяйстве колочинцев доминировали земледелие (среди возделываемых культур преобладали ячмень и просо) и животноводство (разводили крупный рогатый скот, свиней, лошадей, в меньшем количестве — мелкий рогатый скот). Основная форма земледелия — подсечная.
Земледельческие орудия, обнаруженные на колочинских памятниках, представлены серпами, косами, жерновами, обломками наральников. Однажды найдены железные ножницы, вероятно, предназначенные для стрижки шерсти. Встречаются орудия рыболовного промысла (крючки, наконечник пешни, острога).

### Ремёсла
Основная масса орудий труда изготовлялась из кричного железа, предметы из качественной стали редки. На колочинских поселениях найдены остатки мастерских, связанных с кузнечным делом и с металлургией железа и цветных металлов. Судя по встреченному инструментарию, местное население занималось обработкой не только металлов, но и дерева, а также ткачеством.

### Керамика

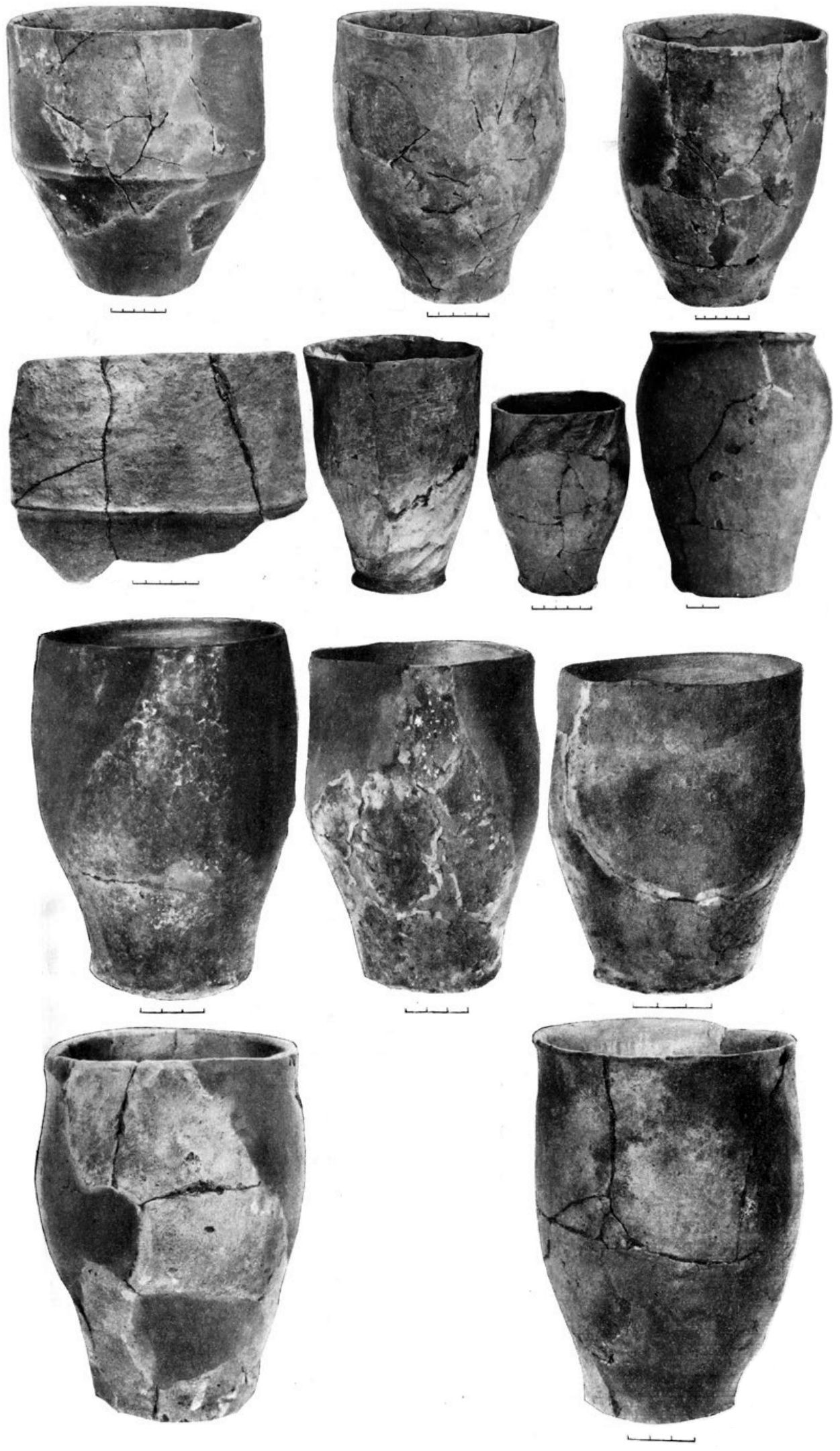
Формы колочинской посуды

Посуда (кухонные горшки, сосуды для хранения продуктов, миски, диски и сковороды) была грубо слеплена из глины без использования гончарного круга. Поверхность сосудов неорнаментирована, небрежно заглажена, материал содержит включения шамота, реже — дресвы. Основные формы горшков: баночные, тюльпаноподобные, ребристые, цилиндроконические. Сосуды, венчики которых украшены насечками или нарезками, крайне редки. Нечасто встречаются и налепные валики на горшках. Импортная керамика представлена единичными обломками черняховской посуды, встречаются также отдельные мощинские сосуды.
Керамические материалы колочинской культуры различаются по своим особенностям. Выделены отдельные гончарные традиции: лесная, характерная для памятников нынешних Орловской и Брянской областей, и лесостепная, распространённая на территории Курской области.

### Украшения
У колочинских женщин к украшениям головы относились пластинчатые венчики в виде лент и односпиральные височные кольца, к украшениям шеи — гривны различного типа. Нагрудными украшениями служили пальчатые, антропозооморфные или широкопластинчатые фибулы. Встречаются бусы: стеклянные (импортные) и янтарные, изготовленные на месте из привозного сырья.

### Погребения
Все погребения в колочинской культуре совершались по обряду трупосожжения. Археологами исследовано 13 грунтовых и 6 курганных могильников. В случае грунтового погребения умерших сжигали на стороне, помещая кальцинированные кости в неглубокие ямы. Временами кости ссыпались в урну, иногда — одновременно в урну и непосредственно в могильную яму (смешанный обряд). Как на грунтовых, так и на курганных могильниках преобладают безурновые (ямные) погребения. Колочинские курганы представляют собой округлые насыпи диаметром 5—12 м и высотой от 0,5 до 1,3 м. Погребальный обряд колочинцев восходит к ритуалам предшествующей киевской культуры. По мнению И. В. Зиньковской, особенности обряда некоторых могильников в южной части колочинского ареала свидетельствуют о присутствии в среде местного населения носителей черняховских традиций.

## Этническая атрибуция
Большинство исследователей считают носителей данной культуры славянами (П. Н. Третьяков, Л. Д. Поболь, В. Д. Баран, Р. В. Терпиловский, М. Б. Щукин, Н. В. Лопатин, И. О. Гавритухин, А. М. Обломский, И. В. Исланова, А. Г. Фурасьев, М. Парчевский). Колочинская и пеньковская культура — ближайшие родственные культуры, образовавшиеся при участии киевской культуры; славянская принадлежность последней также признана большей частью учёных. Некоторые специалисты (И. П. Русанова, В. В. Седов, Е. А. Шмидт) считают, что колочинская культура была свойственна днепровским балтам.
С точки зрения М. Б. Щукина и Р. В. Терпиловского, колочинские памятники оставлены венетами, упоминаемыми Иорданом.

### Языковые данные
По данным сравнительной лингвистики, восточнославянские диалекты в верховьях Днепра и Угры (на территории тушемлинско-банцеровской, колочинской и, наиболее компактно, мощинской культур) входят в четвёртую акцентную группу. Согласно выводам лингвистов, «диалекты этой группы ввиду сугубой архаичности их акцентной системы не могут быть объяснены как результат вторичного развития какой-либо из известных акцентологических систем, а должны рассматриваться как наиболее раннее ответвление от праславянского; этнос, носитель этого диалекта, представляет, по-видимому, наиболее ранний восточный колонизационный поток славян».